# Sulfamethylthiazol
Sulfamethylthiazol ist ein antibakterieller Wirkstoff aus der Klasse der Sulfonamide. Es ist das Monomethylderivat von Sulfathiazol.

## Geschichte
Sulfamethylthiazol wurde unter der Bezeichnung Ultraseptyl während der Zeit des Nationalsozialismus von den Chinoin-Werken (Budapest) hergestellt, in die Hitlers Leibarzt Theo Morell finanziell involviert war. Auch Hitler selbst bekam von Morell Ultraseptyl verabreicht, obwohl sich gravierende Nebenwirkungen zeigten.